# Buffaud & Robatel

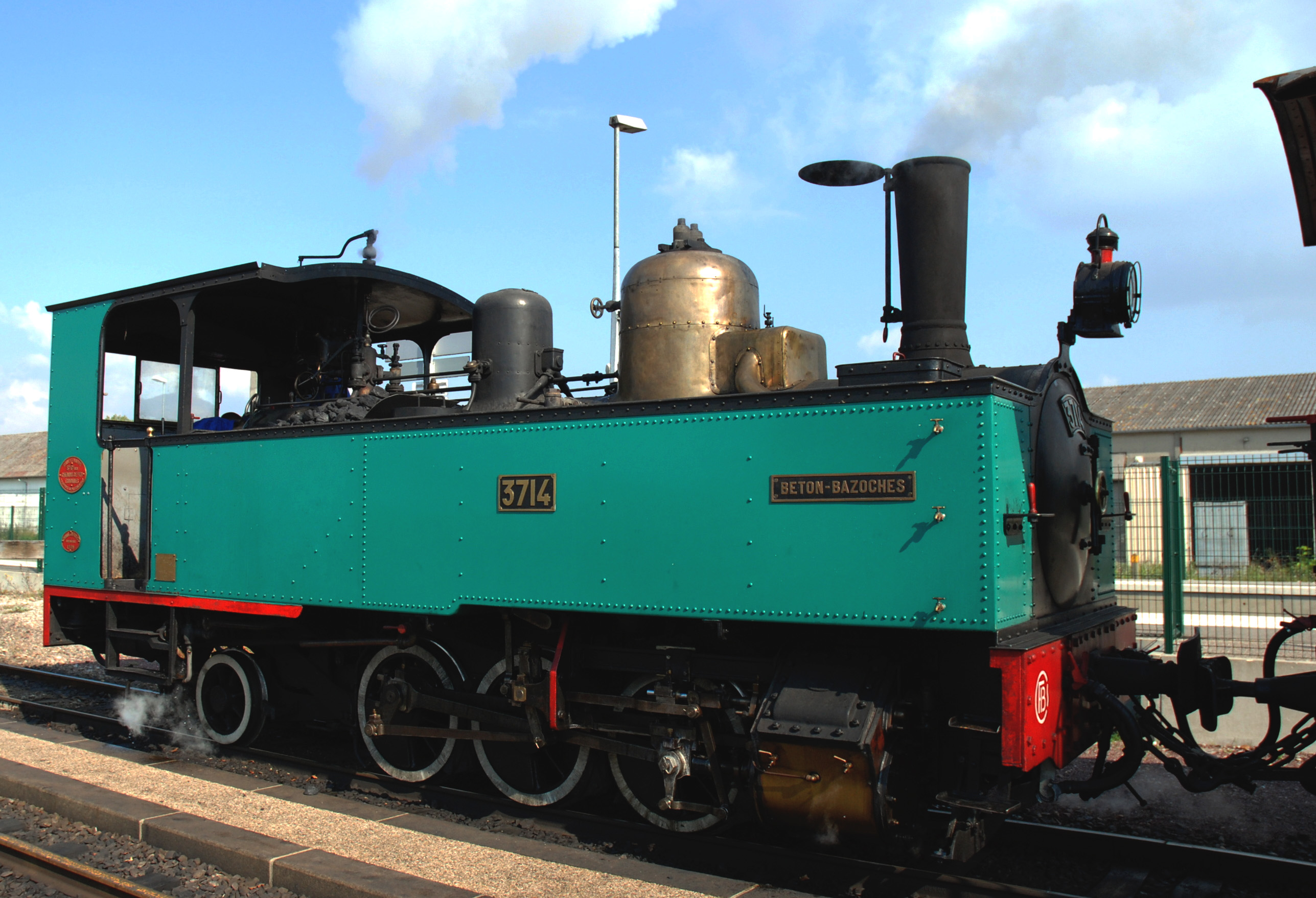
Lokomotive von 1909

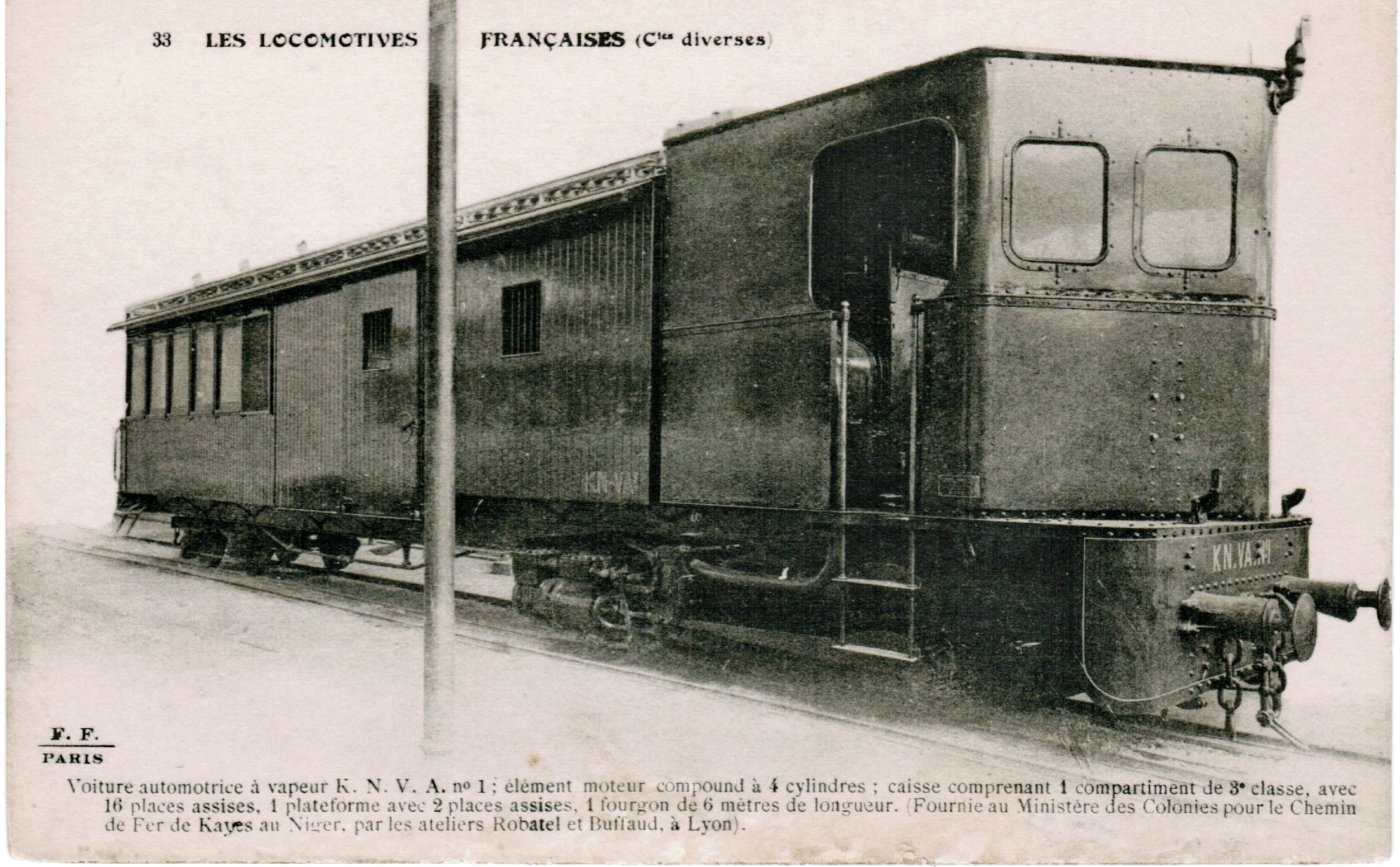
Dampftriebwagen für Mali

Buffaud & Robatel war ein französisches Industrieunternehmen, das unter anderem Lokomotiven, Dampfmaschinen und Automobile herstellte.

## Unternehmensgeschichte
Pierre Buffaud gründete 1830 das Unternehmen in Lyon. 1890 begann die Produktion von Automobilen, die 1902 endete. Es ist nicht bekannt, wann das Unternehmen aufgelöst wurde.

## Fahrzeuge
1890 entstand ein Dampfwagen. Anschließend wurden Versuche mit Fahrzeugen mit Druckluftmotoren unternommen. Außerdem wurden Lastkraftwagen mit Dampfmotoren hergestellt. Auch am Bau des Scotte Dampfwagen war Buffaud & Robatel beteiligt. Später baute das Unternehmen Dampftriebwagen für die beiden französischen Eisenbahngesellschaften Paris-Lyon-Méditerranée und Chemin de fer de Paris à Orléans. Auch nach Mali wurde ein Dampftriebwagen geliefert.